# Canton de Fontenay-sous-Bois
Le canton de Fontenay-sous-Bois est une circonscription électorale française située dans le département du Val-de-Marne et la région Île-de-France.

## Histoire

### Période 1871-1919
Fontenay faisait partie du canton de Vincennes.
| Période | Période          | Identité                            | Étiquette                | Qualité                                                                 |
| ------- | ---------------- | ----------------------------------- | ------------------------ | ----------------------------------------------------------------------- |
| 1871    | 1878             | Théophile Sueur (1820-1881)         |                          | Négociant Maire de Montreuil (1866-1876)                                |
| 1878    | 1891 (démission) | Alexandre Lefèvre                   | Républicain Rad.         | Directeur d'institution scolaire à Montreuil Sénateur (1891-1914)       |
| 1891    | 1899 (décès)     | Edmond Gibert (1842-1899)           | Rad.                     | Négoiciant à Paris, membre de la Chambre de commerce Député (1898-1899) |
| 1900    | 1906 (décès)     | Edouard Henri Squéville (1847-1906) | Républicain Nationaliste | Maire de Fontenay-sous-Bois (1893-1906)                                 |
| 1906    | 1916 (décès)     | Henri Girard                        | Rad.                     | Président du Conseil Général de la Seine (1912-1913)                    |
| 1916    | 1919             | siège vacant                        |                          |                                                                         |

### Période 1919-1945
- De 1919 à 1925, 1ère circonscription du canton de Vincennes.

| Période | Période | Identité         | Étiquette | Qualité                                                                                           |
| ------- | ------- | ---------------- | --------- | ------------------------------------------------------------------------------------------------- |
| 1919    | 1925    | Gustave Doussain | RG        | Industriel Secrétaire d'Etat (1934) Député (1938-1942) Conseiller municipal de Fontenay-sous-Bois |

- De 1925 à 1945, 2ème circonscription du canton de Vincennes.

| Période                     | Période                     | Identité                    | Étiquette | Qualité                                                                                         |
| --------------------------- | --------------------------- | --------------------------- | --------- | ----------------------------------------------------------------------------------------------- |
| 1925                        | 1929                        | Gustave Doussain            | RG        | Ancien industriel Conseiller municipal de Fontenay-sous-Bois                                    |
| 1929                        | 1933 (décès)                | M. Rocher                   | Rad.ind.  |                                                                                                 |
| 1933                        | 1940 maintenu jusqu'en 1944 | Georges Bernard (1879-1958) | PDP       | Adjoint au maire de Vincennes Président de la Commission administrative de la Seine (1941-1944) |
| 1945 Décret du 12 mars 1945 | 1945                        | Albert Coyne                |           | Maire de Fontenay-sous-Bois (1944-1945)                                                         |

### Période 1945-1953
Fontenay-sous-Bois faisait partie du secteur de Sceaux-Est.
André Laurent (1901-1952), laqueur-décorateur, maire de Fontenay-sous-Bois de 1945 à 1947, membre du PCF, était l'un des élus de ce secteur.
À sa mort, c'est Charles Garcia (1905-1965), employé de presse, membre du PCF, qui le remplaça.

### Période 1953-1959
Fontenay-sous-Bois faisait partie du 6ème secteur de la Seine.
Paul Febvre, membre du RPF, maire de Fontenay-sous-Bois de 1947 à 1954, était élu de ce secteur, ainsi que Charles Garcia (PCF).

### Période 1959-1967
Fontenay-sous-Bois formait le 37ème secteur de la Seine.
| Période                             | Période | Identité      | Étiquette | Qualité |
| ----------------------------------- | ------- | ------------- | --------- | --- |
| 1959 37e secteur Fontenay-sous-Bois | 1967    | Roger Ménager | MRP       | Conseiller Juridique Sénateur de la Seine (1958-1959) Ancien président du conseil général de la Seine (1957-1958) |

### 1967 à 1976
Le canton de Fontenay-sous-Bois, comprenant la partie Est de la commune de Fontenay-sous-Bois, a été créé, lors de la création du département du Val-de-Marne, par le décret du 20 juillet 1967.
Il est supprimé par le décret du 20 janvier 1976, qui modifie le découpage des communes de Vincennes  et de Fontenay-sous-Bois, afin de permettre la création des cantons de Fontenay-sous-Bois-Est et Fontenay-sous-Bois-Ouest.

### Depuis 2015
Un nouveau découpage territorial du Val-de-Marne entre en vigueur à l'occasion des premières élections départementales suivant le décret du 17 février 2014. Les conseillers départementaux sont, à compter de ces élections, élus au scrutin majoritaire binominal mixte. Les électeurs de chaque canton élisent au Conseil départemental, nouvelle appellation du Conseil général, deux membres de sexe différent, qui se présentent en binôme de candidats. Les conseillers départementaux sont élus pour 6 ans au scrutin binominal majoritaire à deux tours, l'accès au second tour nécessitant 12,5 % des inscrits au 1er tour. En outre la totalité des conseillers départementaux est renouvelée. Ce nouveau mode de scrutin nécessite un redécoupage des cantons dont le nombre est divisé par deux avec arrondi à l'unité impaire supérieure si ce nombre n'est pas entier impair, assorti de conditions de seuils minimaux. Dans le Val-de-Marne, le nombre de cantons passe ainsi de 49 à 25.
Dans ce cadre, le nouveau canton de Fontenay-sous-Bois est formé d'une commune entière et d'une fraction de commune. Il est entièrement inclus dans l'arrondissement de Nogent-sur-Marne. Le bureau centralisateur est situé à Fontenay-sous-Bois.

## Représentation

### Représentation avant 2015
| Période | Période | Identité       | Étiquette | Qualité |
| ------- | ------- | -------------- | --------- | --- |
| 1967    | 1976    | Louis Bayeurte | PCF       | Ouvrier photograveur Maire de Fontenay-sous-Bois (1965 → 2001) Conseiller général du Canton de Fontenay-sous-Bois-Est (1976 → 1998) |

### Représentation depuis 2015
| Période élective | Période élective | Mandat | Mandat   | Identité         | Nuance | Nuance | Qualité |
| ---------------- | ---------------- | ------ | -------- | ---------------- | ------ | ------ | --- |
| 2015             | 2021             | 2015   | 2021     | Sokona Niakhaté  |        | DVG    | Styliste Adjointe au Maire de Fontenay-sous-Bois                                                                        |
| 2015             | 2021             | 2015   | 2021     | Gilles Saint-Gal |        | PCF    | Ancien conseiller général du canton de Fontenay-sous-Bois-Est (1998-2015) 12ème vice-président du Conseil départemental |
| 2021             | 2028             | 2021   | en cours | Franck Mora      |        | PCF    | Coordonnateur de projet, développeur informatique Adjoint au Maire de Fontenay-sous-Bois                                |
| 2021             | 2028             | 2021   | en cours | Sokona Niakhaté  |        | PCF    | Conseillère sortante Adjointe au Maire de Fontenay-sous-Bois                                                            |

### Résultats détaillés

#### Élections de mars 2015
À l'issue du 1er tour des élections départementales de 2015, deux binômes sont en ballottage : Sokona Niakhate et Gilles Saint-Gal (FG, 29,39 %) et Brigitte Chambre-Martin et Gildas Lecoq (Union de la Droite, 29,37 %). Le taux de participation est de 45,95 % (17 642 votants sur 38 398 inscrits) contre 44,44 % au niveau départemental et 50,17 % au niveau national,.
Au second tour, Sokona Niakhate et Gilles Saint-Gal (FG) sont élus avec 55,01 % des suffrages exprimés et un taux de participation de 45,33 % (9 206 voix pour 17 406 votants et 38 398 inscrits).
Sokona Niakhaté est membre du groupe Front de gauche - Parti Communiste Français - Parti de Gauche - Citoyen.

#### Élections de juin 2021
Le premier tour des élections départementales de 2021 est marqué par un très faible taux de participation (33,26 % au niveau national). Dans le canton de Fontenay-sous-Bois, ce taux de participation est de 32,18 % (12 541 votants sur 38 973 inscrits) contre 29,98 % au niveau départemental. À l'issue de ce premier tour, deux binômes sont en ballottage : Franck Mora et Sokona Niakhate (PCF, 35,33 %) et Gautier Brodeo et Céline Martin (Union à droite, 27,1 %).
Le second tour des élections est marqué une nouvelle fois par une abstention massive équivalente au premier tour. Les taux de participation sont de 34,36 % au niveau national, 32,99 % dans le département et 35,2 % dans le canton de Fontenay-sous-Bois. Franck Mora et Sokona Niakhate (PCF) sont élus avec 56,19 % des suffrages exprimés (7 393 voix pour 13 721 votants et 38 983 inscrits),,. 

## Composition

### Composition de 1967 à 1976
Le canton créé en 1967 était constitué, selon la toponymie de l'époque, par la partie de Fontenay-sous-Bois délimitée « au Sud par l'avenue Roger-Salengro (côtés pair et impair) et la voie ferrée, jusqu'à la Marne, et au Nord par la rue Alexandre-Fourmy (non incluse, jusqu'à la rue de la Pipée), la rue de la Pipée (non incluse), la rue de Bernau (non incluse, jusqu'à la rue de l’Égalité), la rue de l'Egalité (non incluse, jusqu'à la rue Alexandre-Fourny), la rue Alexandre-Fourny (non incluse), l'avenue de la République (non incluse, jusqu'à la rue Aristide-Briand), la rue Aristide-Briand (non incluse, jusqu'à la rue Henri-Barbusse), la rue. Henri-Barbusse (non incluse), la voie ferrée, le boulevard de Stalingrad (non inclus, jusqu'à l'avenue du Général-de-Gaulle), l'avenue du Général-de-Gaulle (non incluse), l'avenue Roger-Salengro (côtés pair et impair) jusqu'à la limite de la commune ».

### Composition depuis 2015
| Nom                                        | Code Insee | Intercommunalité         | Superficie (km2) | Population (dernière pop. légale)               | Densité (hab./km2) | Modifier                                    |
| ------------------------------------------ | ---------- | ------------------------ | ---------------- | ----------------------------------------------- | ------------------ | ------------------------------------------- |
| Fontenay-sous-Bois (bureau centralisateur) | 94033      | Métropole du Grand Paris | 5,58             | 52 646 (2022)                                   | 9 435              | modifier les données · modifier les données |
| Vincennes                                  | 94080      | Métropole du Grand Paris | 1,91             | Fraction : 9 004 (2022) Commune : 48 368 (2022) | 25 324             | modifier les données · modifier les données |
| Canton de Fontenay-sous-Bois               | 9409       |                          |                  | 61 650 (2022)                                   |                    | modifier les données                        |

Le canton de Fontenay-sous-Bois comprend désormais :
1. la commune de Fontenay-sous-Bois dans sa totalité ; à ce titre il inclut totalement les deux anciens cantons de Fontenay-sous-Bois Est et de Fontenay-sous-Bois Ouest,
2. la partie de la commune de Vincennes non incluse dans le canton de Vincennes, soit celle située à l'est d'une ligne définie par l'axe des voies et limites suivantes : depuis la limite territoriale de la commune de Fontenay-sous-Bois, rue Jules-Massenet, rue de la Jarry, boulevard de la Libération, jusqu'à la limite territoriale de la commune de Paris.

## Démographie
En 2022, le canton comptait 61 650 habitants, en évolution de −1,25 % par rapport à 2016 (Val-de-Marne : +3 %, France hors Mayotte : +2,11 %).
| 2013   | 2018   | 2022   |
| ------ | ------ | ------ |
| 62 337 | 61 576 | 61 650 |